# Sturgis (Schiff)
Die US-amerikanische Sturgis beziehungsweise MH-1A war das weltweit erste nuklear betriebene Kraftwerksschiff. Es wurde von 1963 bis 1967 aus einem 1945 gebauten Liberty-Frachter umgebaut.

## Geschichte
In den 1950er Jahren untersuchte das United States Army Corps of Engineers im Rahmen des Army Nuclear Power Program den Bau schwimmender Kernkraftwerke für die Energieversorgung militärischer Anlagen an entlegenen Standorten.
Die zum Umbau vorgesehene Sturgis war Liberty-Schiff des US-amerikanischen Standardtyps Z-EC2-S-C5. Der 1945 als Charles H. Cugle bei der Werft J.A. Jones Construction in Panama City im US-Bundesstaat Florida gebaute Frachter zählte zu einer über 2700 Schiffe umfassenden Serie dieses Entwurfs der United States Maritime Commission. Das Schiff wurde nach dem Ende des Zweiten Weltkrieges der Reserveflotte zugeordnet.
Der Umbau zum Kraftwerksschiff wurde 1963 bis 1967 bei der Alabama Dry Dock and Shipbuilding Corporation in Mobile in Auftrag gegeben. Das alte Mittelteil des Schiffes wurde herausgetrennt, die Antriebsanlage ausgebaut und eine neue Mittelsektion mit dem rund 17 Millionen US-Dollar teuren, von Martin Marietta zugelieferten, Reaktor MH-1A eingebaut (die Abkürzung bedeutete: M = Mobile, H = High-Powered, 1A = erste gebaute Einheit). Nach dem Abschluss der Arbeiten wurde die Sturgis ab 1967 zunächst in Fort Belvoir, Virginia, eingesetzt und ein Jahr darauf zum Gatúnsee im Panamakanal geschleppt, wo sie in den folgenden Jahren die Panamakanalzone mit Energie versorgte und dabei parallel als Wasserentsalzungsanlage genutzt wurde. Die hohen Betriebskosten und Budgetkürzungen der US-Army führten bei der anstehenden Erneuerung der Brennstäbe 1976 zur Außerbetriebnahme des Reaktors. Das Schiff wurde daraufhin in Fort Eustis dekontaminiert, bevor man es 1978 in der James River Reserve Fleet auflegte.
Seit Juli 2014 wurde das Schiff von der Chicago Bridge & Iron Company auf der Werft Malin International Shipyard für den Abbruch vorbereitet. Nach dem Abschluss der etwa 35 Millionen US-Dollar teuren Entsorgung des strahlenbelasteten Teils der Sturgis wurde das Schiff zur endgültigen Verschrottung zu den Abwrackwerften in Brownsville geschleppt und dort abgebrochen.